# Gesamtanlage Ortskern Nehren

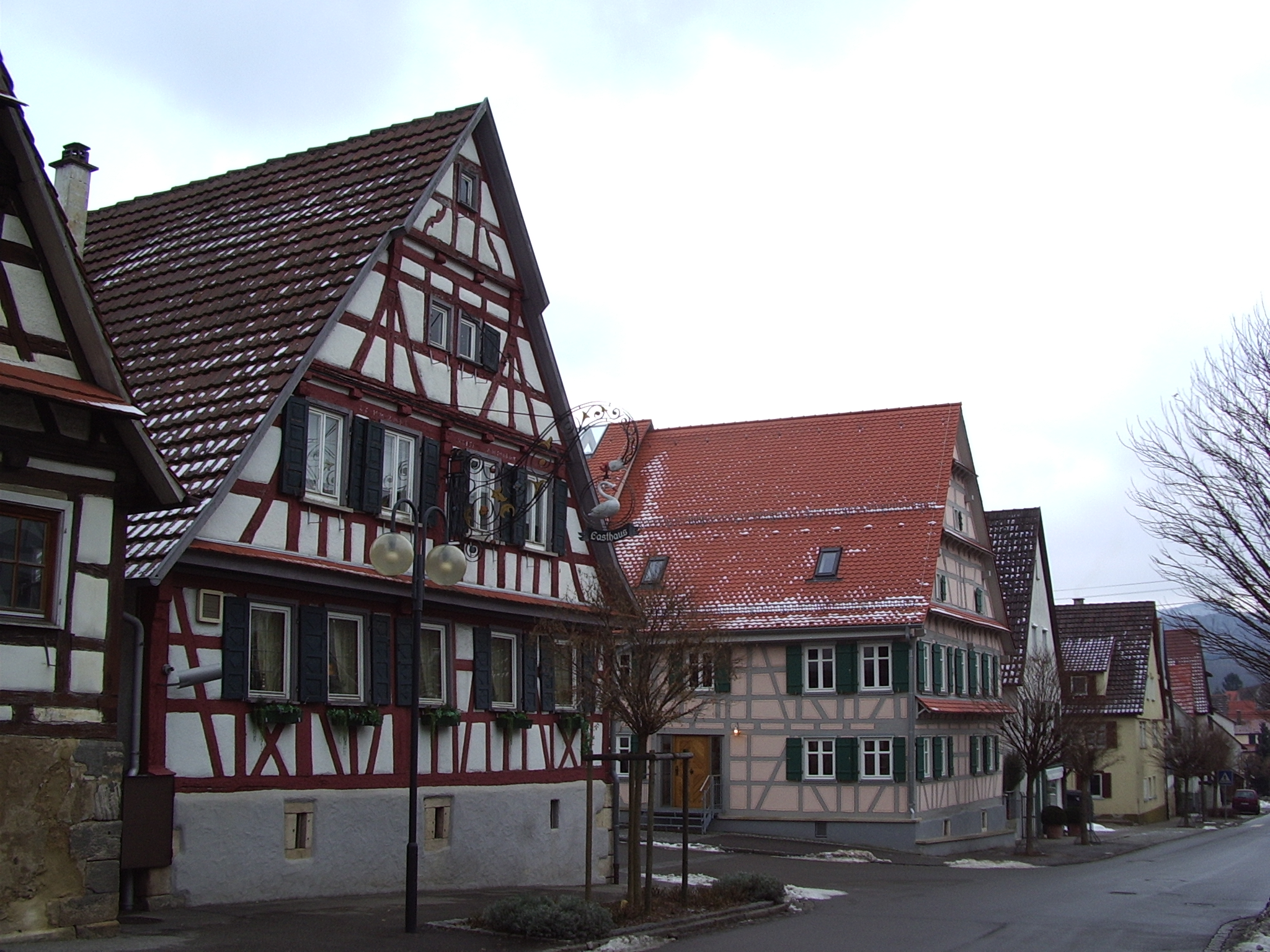
Fachwerkhäuser im Ortskern von Nehren

Die Gesamtanlage Ortskern Nehren ist ein denkmalgeschütztes Ensemble in Nehren im Landkreis Tübingen in Baden-Württemberg. Geschützt ist seit 2006 die außergewöhnlich gut überlieferte Siedlungsstruktur des Ortskerns.

## Allgemeines
Gesamtanlagen schützen gemäß § 19 Denkmalschutzgesetz Baden-Württemberg Straßen-, Platz- und Ortsbilder, an deren Erhaltung aus wissenschaftlichen, künstlerischen oder heimatgeschichtlichen Gründen ein besonderes öffentliches Interesse besteht. Geschützt ist das überlieferte Erscheinungsbild der Gesamtanlage mit seinen Bestandteilen und Merkmalen. Neben Bauwerken zählen dazu auch Straßen- und Platzräume oder Grün- und Freiflächen. Schützenswert können außerdem die topographische Lage, der Ortsgrundriss oder eine Stadtsilhouette sein. Der Gesamtanlagenschutz umfasst bei Gebäuden nur die von außen sichtbaren Teile; bei Kulturdenkmalen innerhalb der Gesamtanlage, die zusätzlich nach anderen Bestimmungen des Gesetzes geschützt sind, ist darüber hinaus auch das Innere Gegenstand des Denkmalschutzes.

## Beschreibung
Die bauliche Entwicklung aus zwei verschiedenen älteren Kernen (Hauchlingen und Nehren) lässt sich bis heute klar in der Ortsgestalt ablesen. Das Erscheinungsbild des Dorfes ist von großer baulicher Geschlossenheit und geprägt durch Fachwerkbauten des 17. und 18. Jahrhunderts. Kennzeichnend für Nehren sind nicht nur die gut erhaltenen Gehöftstrukturen, sondern auch die regelmäßige Reihe giebelständiger Häuser auf hohen Sockeln entlang der Hauptachse sowie die baulich manifestierte, historische Sozialtopographie. Aufgrund seiner bau- und heimatgeschichtlichen Bedeutung ist Nehren eine Gesamtanlage gemäß § 19 Denkmalschutzgesetz, an deren Erhaltung ein besonderes öffentliches Interesse besteht.